# Baldwin (Illinois)
Baldwin is een plaats (village) in de Amerikaanse staat Illinois, en valt bestuurlijk gezien onder Randolph County.

## Demografie
Bij de volkstelling in 2000 werd het aantal inwoners vastgesteld op 3627.
In 2006 is het aantal inwoners door het United States Census Bureau geschat op 415, een daling van 3212 (-88,6%).

## Geografie
Volgens het United States Census Bureau beslaat de plaats een oppervlakte van
1,7 km², geheel bestaande uit land. Baldwin ligt op ongeveer 134 m boven zeeniveau.

## Plaatsen in de nabije omgeving
De onderstaande figuur toont nabijgelegen plaatsen in een straal van 16 km rond Baldwin.